# Dušan Šestić
Dušan Šestić (Banja Luka, 1946.), bosanskohercegovački skladatelj, autor himne Bosne i Hercegovine. Predaje sviranje violine na gudačkom odsjeku Glazbene škole "Vlado Milošević" u Banjoj Luci.
Studirao je taj instrument na Glazbenoj akademiji u Beogradu. Profesionalnu karijeru je počeo u Simfonijskom orkestru JNA. Bio je glazbenik u Vojnom orkestru u Splitu, gdje je živio od 1984. do 1991. Istovremeno je svirao i u Splitskoj operi. Kao skladatelj, autor je dječje, zabavne, glazbe za radio i TV, a radio je i za kazalište.
Šestićev prijedlog skladbe pod nazivom “Intermeco”, nakon provedenog javnog natječaja i sporenja u Parlamentarnoj skupštini Bosne i Hercegovine nametnuo je tadašnji visoki predstavnik u BiH Carlos Westendorp 1999. godine za državnu himnu Bosne i Hercegovine.
Pjesma ovog skladatelja, „Majko zemljo“ bila je 2008. godine u užem izboru za novu himnu Republike Srpske.
Njegova kćer, pjevačica Marija Šestić, s pjesmom “Rijeka bez imena” predstavljala je 2007. Bosnu i Hercegovinu na Pjesmi Eurovizije u Helsinkiju.